# Japonização
Japonização (皇民化教育, Kōminka kyōiku) é o processo em que a cultura japonesa domina, assimila, ou influencia outras culturas em geral. Segundo o The American Heritage Dictionary of the English Language, a palavra significa Japonize, que é fazer ou tornar-se japonês em forma, linguagem, estilo ou caráter.

## Tennorização durante o período imperial
Algumas vezes, a japonização é referida como Tennorização (皇民化; kōminka), que houve durante o período imperial japonês (1868-1945). "Tennorization" é considerado como a versão japonesa da "nazificação" (ou germanização, 1933-1945). Durante esse período, a cultura japonesa foi introduzida forçadamente nas colônias e territórios ocupados pelo império e todos eram obrigados a venerar o Tennō (天皇).
Durante o período pré-imperial (pré-1868), uma diplomacia pacífica foi praticada pelo Japão, o qual o mesmo não expandia muito seu território além de suas próprias ilhas.
O Império foi fundado em 1868 pela Restauração Meiji e o Japão começou a sua expansão na Ásia e na Oceania. A japonização no período imperial foi a "submissão ao Tenno", que foi muito praticada nos territórios recém-conquistados e com diferentes níveis de intensidade. Isso terminou com o fim da II Guerra Mundial, em 1945.

### Okinawa
Após a Restauração Meiji, em 1868, o Japão começou a seguir o caminho do imperialismo e expansionismo ocidental. Em 1879, o Japão oficialmente anexou o reino de Ryukyu, que era um reino tributário tanto da Dinastia Qing da China quanto do Império japonês.
Embora as línguas Ryukyuanas pertençam à família das línguas japônicas, a língua japonesa não é inteligível para os falantes monolíngües das línguas de Ryukyu. O governo japonês começou a promover o programa de "padronização" e fez das línguas locais dialetos. Nas escolas, o "japonês padrão" foi promovido e introduziram retratos do imperador e da imperatriz. Muitos altos oficiais militares japoneses foram para a ilha inspecionar as escolas e garantir que a japonização estava funcionando bem no sistema de ensino. Esta medida não atendeu o sucesso esperado no início, em parte porque muitas crianças do lugar trabalhavam para a família, o que as impedia de ir para a escola e em parte porque as pessoas da classe do velho líder de Okinawa receberam um estilo de educação mais chinês e não estavam interessados em aprender japonês. Como medidas de assimilação, o governo japonês também desencorajou alguns costumes da ilha.
No início, estas medidas de assimilação encontraram forte relutância das pessoas do lugar, mas, depois da derrota chinesa na Segunda Guerra Sino-Japonesa, em 1895, as pessoas perderam a confiança na China e a relutância contra a japonização, embora não desaparecida, ficou mais fraca. Homens e mulheres começaram a adotar mais o estilo de nomes japonês.

### Taiwan
Taiwan foi cedida ao Império do Japão em 1895, como resultado da Segunda Guerra Sino-Japonesa. No início, Taiwan foi governada um pouco como uma colônia. Em 1936, seguiu-se a chegada do 17º governador-geral, Seizō Kobayashi e houve uma mudança no governança japonesa em Taiwan.
Seizō Kobayashi foi o primeiro governador-geral não-civil desde 1919. Ele propôs três princípios na nova governança: o movimento Kōminka, a industrialização e fazer Taiwan como uma cave para a expansão para o sul.
Kōminka (皇民化) literalmente significa "fazer as pessoas se tornarem sujeitos do imperador". O próprio programa tinha três componentes: primeiro, o "movimento de língua nacional" (Kokugo undō), que promoveu a língua japonesa, ensinando japonês em vez do chinês nas escolas e aboliu da utilização da língua chinesa na imprensa; segundo, o "programa de mudança de nome" (kaiseimei), que substituiu os nomes chineses locais pelos nomes japoneses e finalmente, o "sistema de voluntários" (shiganhei seidō), que elaborava assuntos de Taiwan para o Exército Imperial Japonês e encorajou-os a morrer em serviço do imperador.

### Coreia
Na Coreia sob a administração japonesa, o uso da escrita coreana na educação e em publicações foram proibidas pelo Império, mas isto não causou nenhuma mudança significativa no uso da língua coreana, que permaneceu forte durante a colonização.